# Bartłomiej Mazurek

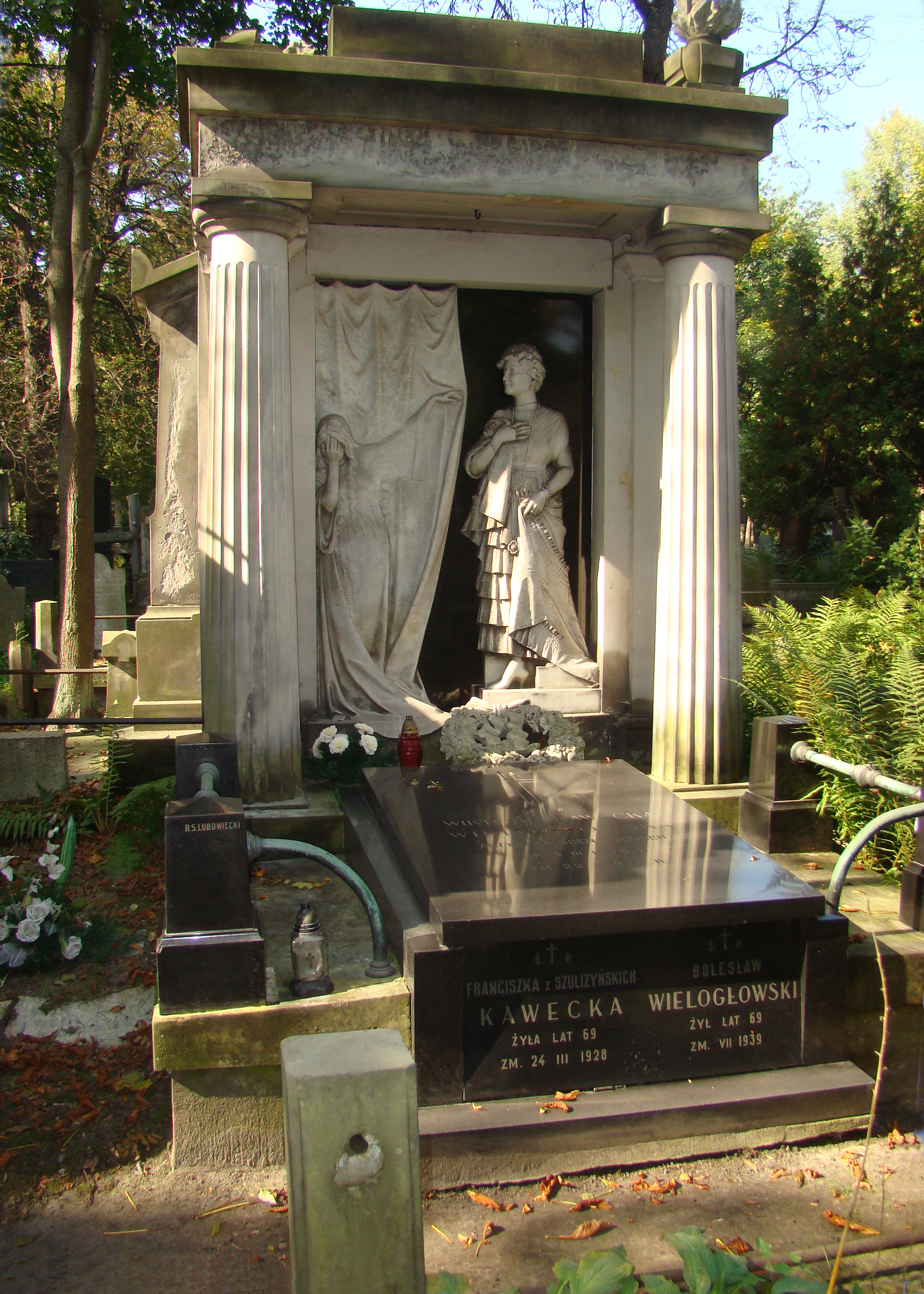
Nagrobek Wiktorii Kaweckiej

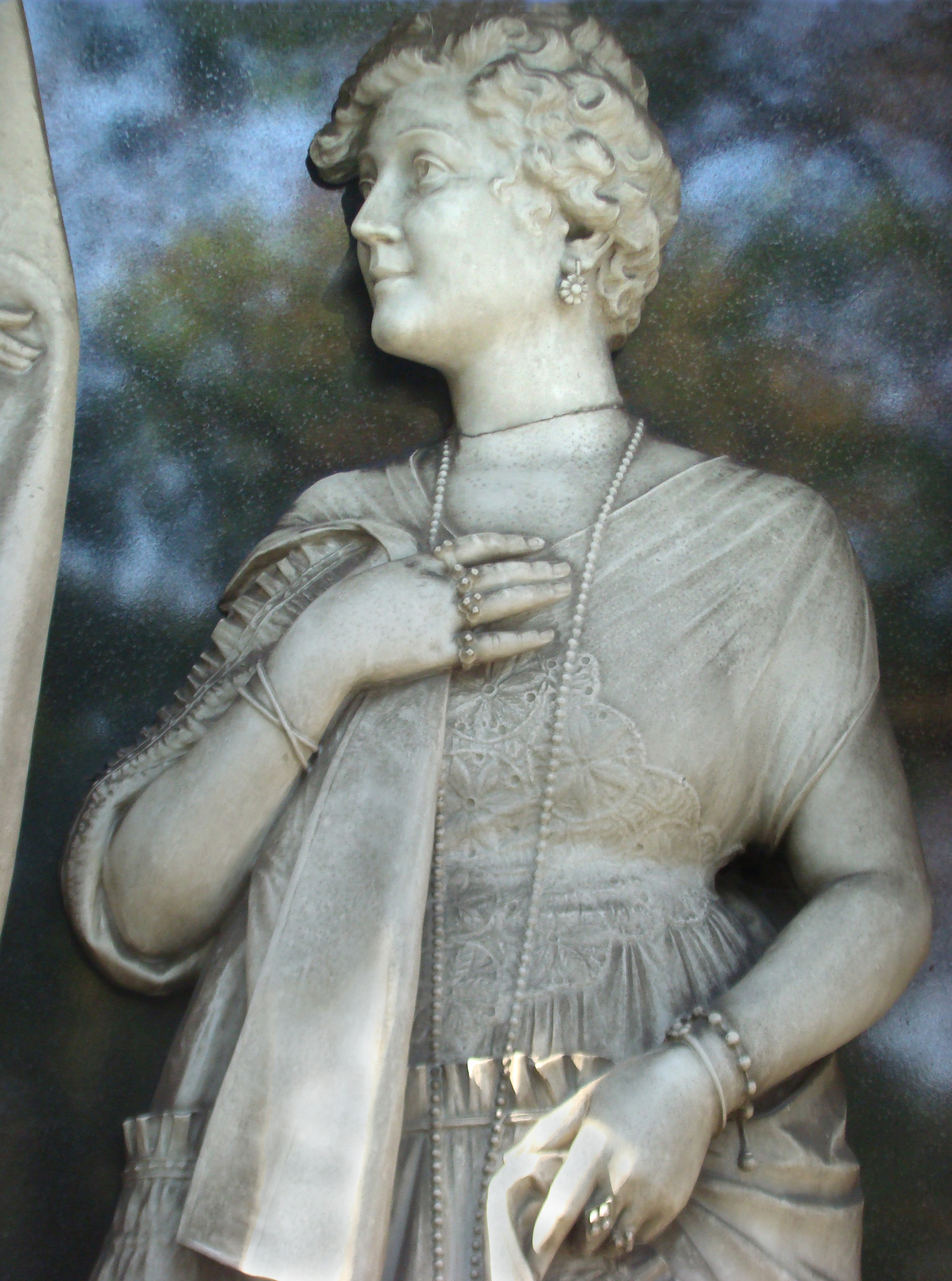
Nagrobek Wiktorii Kaweckiej

Bartłomiej Mazurek (ur. 23 sierpnia 1856, zm. 3 listopada 1937) – rzeźbiarz specjalizujący się w rzeźbie nagrobkowej. Jego dzieła zachowały się na warszawskich cmentarzach: Powązkowskim i Bródnowskim. 
Bartłomiej Mazurek był rzeźbiarzem-samoukiem. Pracował w warsztacie kamieniarskim Bolesława Syrewicza, a następnie doskonalił swoje umiejętności w Berlinie.
Założył po roku 1887 własny zakład kamieniarski w Warszawie przy ulicy Dzikiej 65.
Jego dzieła cechowała precyzja i staranność w ukazaniu szczegółów. Korzystał z wzorów włoskiej rzeźby nagrobkowej. Stworzył na cmentarzu Powązkowskim rzeźby na grobowcach:
- rodziny Biernackich (kw. 20)
- rodziny Dziurzyńskich (kw. 48)
- rodziny Fuchs (kw. 25)
- rodziny Weiss (kw. 45)
- Antoniny Kuszelewskiej (kw. 65)
- Franciszki Lubowieckiej (kw. 183)
- medalion na grobie Juliana Markowskiego (kw. Q)
- portret Józefy Bogdańskiej (kw. 12)
- liczne nagrobki dziecięce

Do jego dzieł należy też rzeźba w nagrobku śpiewaczki operetkowej Wiktorii Kaweckiej z roku 1929 na cmentarzu Powązkowskim (kwatera 35), którego oprawę architektoniczną wykonała firma Romana S. Lubowieckiego. 
Spoczywa na cmentarzu Powązkowskim w Warszawie (kw. 184-3-15).